# Zamora (Miranda)
Zamora è un comune del Venezuela nello stato di Miranda. Il comune è posto nella parte centro settentrionale del territorio statale, mentre il capoluogo è la città di Guatire, che sorge nella parte occidentale del municipio.
Come altri comuni omonimi venezuelani prende il nome da Ezequiel Zamora, generale federalista durante la Guerra Federale.

## Geografia fisica
A nord la Cordigliera della Costa separa Zamora dallo stato di Vargas (con il punto più alto rappresentato dal Pico Zamurito, 2054 m). Il territorio comunale è attraversato da cinque fiumi principali: Pacairigua, Guatire, Salmerón, Capayita ed Araira che formano il bacino idrografico del Rio Grande. La temperatura media è di 28 °C, mentre l'altitudine media è di 900 m s.l.m.

## Economia
La regione è storicamente un'area agricola coltivata a vari prodotti destinati all'esportazione.

## Società

### Evoluzione demografica
Il censimento del 2011, effettuato dall'Istituto nazionale di Statistica del Venezuela, ha rilevato una popolazione residente di 187.075 abitanti, rappresentante il 7.0% della popolazione dello stato di Miranda, in aumento rispetto ai 164.726 registrati nel censimento del 2001. La densità abitativa è di circa 500 abitanti per chilometro quadrato. Il rapido incremento della popolazione avvenuto negli ultimi decenni è principalmente dovuto alla vicinanza con la capitale Caracas (40 km da Guatire).

## Amministrazione
Il comune di Zamora è composto da due parrocchie: Bolívar (con capoluogo Araira) e Guatire (con capoluogo omonimo).
Il sindaco in carica è Hugo Martinez, espressione locale del Partito Socialista Unito del Venezuela, eletto l'8 dicembre 2013.

### Storico degli amministratori
| Periodo | Periodo   | Primo cittadino     | Partito                                | Carica  | Note  |
| ------- | --------- | ------------------- | -------------------------------------- | ------- | ----- |
| 1995    | 1999      | Carmen Cuevas       | Azione Democratica                     | Sindaco |       |
| 1999    | 2000      | Oswaldo Sifontes    |                                        | Interim |       |
| 2000    | 2004      | Gerardo Rojas       | Movimento Quinta Repubblica            | Sindaco |       |
| 2004    | 2008      | Solamey Blanco Sojo | Movimento Quinta Repubblica            | Sindaco | [ 4 ] |
| 2008    | 2013      | Oswaldo Sifontes    | Partito Socialista Unito del Venezuela | Sindaco | [ 5 ] |
| 2013    | 2017      | Thais Oquendo       | Partito Socialista Unito del Venezuela | Sindaco | [ 6 ] |
| 2017    | in carica | Hugo Martinez       | Partito Socialista Unito del Venezuela | Sindaco | [ 7 ] |